# Liste der Münchner Sicherheitskonferenzen
Die Münchner Sicherheitskonferenz findet seit 1963 jährlich in München statt. Bis 1991 wurde sie unter dem Namen Münchner Wehrkundetagung bzw. Münchner Wehrkundebegegnung veranstaltet, 1992 wurde sie in Münchner Konferenz für Sicherheitspolitik umbenannt und seit 2009 heißt sie Münchner Sicherheitskonferenz. Sie hat sich zu einer Institution der Internationalen Politik entwickelt. In den Themen, die in Vorträgen, auf dem Podium und begleitenden Gesprächen diskutiert werden, spiegeln sich die aktuellen Belange der Weltpolitik wider. Im Laufe der Zeit hat sich der Teilnehmerkreis erweitert. Unter den Rednern und im Auditorium finden sich stets zahlreiche Staatschefs und Regierungsmitglieder, Außen- und Verteidigungspolitiker, Militärs sowie hochrangige Wirtschaftsvertreter und Vertreter der Zivilgesellschaft.
Den Vorsitz der Konferenz hatte bzw. hat
- 1963–1998 Ewald-Heinrich von Kleist
- 1999–2008 Horst Teltschik
- 2009–2022 Wolfgang Ischinger[1]
- 2022–2025 (bis zum Ende der 61. Münchner Sicherheitskonferenz) Christoph Heusgen
- seit Februar 2025 Jens Stoltenberg[2]

In vier Jahren fand die Konferenz nicht statt: 1965, da die Tagung vom Jahresende zum Jahresanfang des Folgejahrs gelegt wurde. 1991 wurde sie wegen Sicherheitsbedenken aufgrund des Zweiten Golfkriegs kurzfristig abgesagt. 1997 fand sie nach dem angekündigten Abschied von Ewald-Heinrich von Kleist nicht statt. 2021 wurde aufgrund der Corona-Pandemie stattdessen eine virtuelle Veranstaltung durchgeführt.
Neben der Sicherheitskonferenz finden im Verlauf eines Jahres weitere Veranstaltungen zu verschiedenen Themen wie Energie oder Cybersicherheit statt.
| Konferenz                                                        | Datum                           | Wichtige Teilnehmer | Themen | Quellen                     |
| ---------------------------------------------------------------- | ------------------------------- | --- | --- | --------------------------- |
| 61. Münchner Sicherheitskonferenz                                | 14.–16. Februar 2025            | Keith Kellogg, Jörg Kukies, Ursula von der Leyen, Marco Rubio, Olaf Scholz, Wolodymyr Selenskyj, Frank-Walter Steinmeier, Jens Stoltenberg, J. D. Vance Regierungsvertreter Russlands und des Irans waren nicht eingeladen, ebenso nicht Vertreter:innen von AfD und BWS mangels Konvergenz mit dem Grundprinzip der MSC ‚Frieden durch Dialog’.    | Multipolarization Neuordnung zwischen vielversprechenden Möglichkeiten und gefährdeter Gemeinschaftlichkeit insbesondere bei der Bewältigung von globalen Krisen und Bedrohungen, das Ende der Vorherrschaft der USA, neue Instabilitäten durch Multipolarität, globale Sicherheitsherausforderungen, Global Governance, demokratische Resilienz, Klimasicherheit, der Zustand der internationalen Ordnung, regionale Konflikte und Krisen, die Zukunft der transatlantischen Partnerschaft, die Rolle Europas in der Welt. Breites Echo fand die Rede vom US-Vizepräsidenten J. D. Vance | [ 5 ] [ 6 ]                 |
| 60. Münchner Sicherheitskonferenz                                | 16.–18. Februar 2024            | Antonio Guterres, Olaf Scholz, Antony Blinken, Kamala Harris, Wolodymyr Selenskyj, Wang Yi, Jens Stoltenberg, Ursula von der Leyen, Josep Borrell, Annalena Baerbock, Vitali Klitschko, Robert Habeck, Christian Lindner, Boris Pistorius, Mohammed Schtajjeh, Jitzchak Herzog; Regierungsvertreter Russlands und des Irans waren nicht eingeladen. | Lose-Lose? Krieg in Israel und Gaza seit 2023, Russischer Überfall auf die Ukraine seit 2022, transatlantische Geschlossenheit, Isolationismus, Handlungsappell an Europa, Neugestaltung der globalen Ordnung zum Wohle aller, Gewalt im Nahen Osten | [ 7 ] [ 8 ] [ 9 ] [ 10 ]    |
| 59. Münchner Sicherheitskonferenz                                | 17.–19. Februar 2023            | Olaf Scholz, Kamala Harris, Wolodymyr Selenskyj (zugeschaltet), Jens Stoltenberg, Wang Yi, Tedros Adhanom Ghebreyesus, Josep Borrell, Ursula von der Leyen, Annalena Baerbock, Andrzej Duda, Emmanuel Macron, Boris Pistorius, Dmytro Kuleba; Regierungsvertreter Russlands und des Irans waren nicht eingeladen                                    | Re:Vision Russisch-Ukrainischer Krieg, Russischer Überfall auf die Ukraine 2022, Revision der internationalen Ordnung, globale Visionen für die internationale Ordnung, Einbeziehung des sog. Globalen Süden in die Konferenz, Klimawandel, Ernährungsunsicherheit, Energiesicherheit, Iran, Horn von Afrika | [ 11 ] [ 12 ] [ 13 ] [ 14 ] |
| 58. Münchner Sicherheitskonferenz                                | 18.–20. Februar 2022            | Antonio Guterres, Olaf Scholz, Kamala Harris, Wolodymyr Selenskyj, Jens Stoltenberg, Ursula von der Leyen, Annalena Baerbock, Wang Yi (zugeschaltet), Antony Blinken | Turning the Tide – Unlearning Helplessness Kriegsgefahr in der Ostukraine, COVID-19-Pandemie, Klimakrise, Schutz der Demokratien, Regulierung von Technologien, Wiederbelebung des Transatlantischen Bündnisses | [ 15 ] [ 16 ] [ 17 ]        |
| 57. Münchner Sicherheitskonferenz MSC Special Edition (virtuell) | 19. Februar 2021                | António Guterres, Joe Biden, Angela Merkel, Emmanuel Macron, Boris Johnson, Jens Stoltenberg, Ursula von der Leyen, Charles Michel, Tedros Adhanom Ghebreyesus, John Kerry, Bill Gates | Beyond Westlessness: Renewing Transatlantic Cooperation, Meeting Global Challenges Erneuerung der transatlantischen Kooperation, globale Herausforderungen | [ 18 ]                      |
| 56. Münchner Sicherheitskonferenz                                | 14.–16. Februar 2020            | Frank-Walter Steinmeier, Mike Pompeo, Sergei Lawrow, Wang Yi | Westlessness Zerfall, Rückzug und Krise des „Westens“, „westliche“ Antwort auf wachsende Großmachtrivalitäten, Gefühl des Unbehagens und der Rastlosigkeit angesichts wachsender Unsicherheit über die Zukunft und Bestimmung des „Westens“, strategische Herausforderung für die transatlantische Partnerschaft | [ 20 ]                      |
| 55. Münchner Sicherheitskonferenz                                | 15.–17. Februar 2019            | Angela Merkel, Mike Pence, Yang Jiechi, Sergei Lawrow, Abd al-Fattah as-Sisi, Federica Mogherini, Smail Chergui, Manfred Weber, Mohammad Javad Zarif, Hulusi Akar | The Great Puzzle: Who Will Pick Up the Pieces? Sicherheit und Verteidigungsausgaben von Europa und der europäischen NATO-Mitglieder. Sicherheitssituation in der Sahelzone, Osteuropa, Südosteuropa, im Nahen Osten und in Syrien. Handelshemmnisse. Kontrolle, Verbreitung, Abrüstung von Kernwaffen. | [ 21 ]                      |
| 54. Münchner Sicherheitskonferenz                                | 16.–18. Februar 2018            | Petro Poroschenko, Paul Kagame, Tamim bin Hamad Al Thani, Binali Yildirim, Sebastian Kurz, Theresa May, Benjamin Netanjahu, António Guterres, Jean-Claude Juncker, Federica Mogherini, Jens Stoltenberg, Haider al-Abadi | To the Brink – and Back? Zukunft und Handlungsfähigkeit der Europäischen Union und ihre Beziehungen zu Russland und den USA, liberale internationale Ordnung, die zahlreichen Konflikte im Nahen und Mittleren Osten, die sich verschlechternden Beziehungen zwischen den Golfstaaten, die Entwicklung der politischen Lage in der Sahelzone, Abrüstungsfragen, Konflikt um das nordkoreanische Nuklearprogramm. | [ 23 ] [ 24 ]               |
| 53. Münchner Sicherheitskonferenz                                | 17.–19. Februar 2017            | António Guterres, James Mattis, Mike Pence, Sergei Lawrow, Wang Yi | Post-Truth, Post-West, Post-Order? Die Krise liberaler Demokratien, Machtwechsel in den USA, Bürgerkrieg in Syrien, Zukunft der EU (Brexit) | [ 25 ] [ 26 ]               |
| 52. Münchner Sicherheitskonferenz                                | 12.–14. Februar 2016            | Sergei Lawrow, Dmitri Medwedew, Jens Stoltenberg, John Kerry | Boundless Crises, Reckless Spoilers, Helpless Guardians Die Krise der europäischen Sicherheitsordnung, Aktivitäten dschihadistischer Terrorgruppen, Bürgerkrieg in Syrien seit 2011/Europäische Flüchtlingskrise/russischer Krieg in der Ukraine und Sanktionen | [ 27 ] [ 28 ]               |
| 51. Münchner Sicherheitskonferenz                                | 6.–8. Februar 2015              | John Kerry, Sergei Lawrow, Jens Stoltenberg, Angela Merkel, Joe Biden, Petro Poroschenko | Collapsing Order, Reluctant Guardians? Auswirkungen der Ukrainekrise, russischer Krieg in der Ukraine, IS-Terror, dschihadistischer Terrorismus und hybride Kriegsführung | [ 29 ] [ 30 ]               |
| 50. Münchner Sicherheitskonferenz                                | 31. Januar – 2. Februar 2014    | Zbigniew Brzeziński, Laurent Fabius, Štefan Füle, Irakli Gharibaschwili, John Kerry, Vitali Klitschko, Leonid Koschara, Henry Kissinger, Sergei Lawrow, Helmut Schmidt | Euromaidan/Israelisch-Palästinensischer Konflikt/Globale Überwachungs- und Spionageaffäre / Deutschlands Außenpolitik/50-jähriges Jubiläum der Sicherheitskonferenz Besondere Bedeutung hatte die Eröffnungsrede vom Bundespräsidenten Gauck | [ 31 ]                      |
| 49. Münchner Sicherheitskonferenz                                | 1.–3. Februar 2013              | Ehud Barak, Joe Biden, Anshu Jain, Neelie Kroes, Sergei Lawrow, Ali Akbar Salehi | Eurokrise/Bürgerkrieg in Syrien/Informationssicherheit |                             |
| 48. Münchner Sicherheitskonferenz                                | 3.–5. Februar 2012              | Hillary Clinton, Sergei Lawrow, John McCain, Kumi Naidoo, Leon Panetta, Kevin Rudd, Zhang Zhijun | europäisch-amerikanische Partnerschaft/Chinas Außenpolitik/atomare Abrüstung/Klimawandel/Informationssicherheit |                             |
| 47. Münchner Sicherheitskonferenz                                | 4.–6. Februar 2011              | David Cameron, Hillary Clinton, Ban Ki-moon, Sergei Lawrow, Anders Fogh Rasmussen | Inkrafttreten des New START-Abkommens/Cyberkrieg / US-Raketenschild/Proteste in Ägypten |                             |
| 46. Münchner Sicherheitskonferenz                                | 5.–7. Februar 2010              | Yukiya Amano, Catherine Ashton, Richard Holbrooke, Yang Jiechi, James L. Jones, Hamid Karsai, Ban Ki-Moon, Sergei Lawrow, Joe Lieberman, Manuchehr Mottaki, Anders Fogh Rasmussen | Iran-Konflikt | [ 32 ]                      |
| 45. Münchner Sicherheitskonferenz                                | 6.–8. Februar 2009              | Joe Biden, Ali Laridschani, David H. Petraeus | Neuausrichtung der US-Außenpolitik/Ankündigung des New START-Abkommens | [ 33 ] [ 34 ]               |
| 44. Münchner Konferenz für Sicherheitspolitik                    | 8.–10. Februar 2008             | Joe Biden, Robert Gates, John McCain, David Miliband | Krieg in Afghanistan/US-Außenpolitik unter Obama | [ 35 ]                      |
| 43. Münchner Konferenz für Sicherheitspolitik                    | 9.–11. Februar 2007             | Robert Gates, Ali Laridschani, Wladimir Putin, Karel Schwarzenberg, Javier Solana, Angela Merkel, John McCain, Sergei Iwanow, De Hoop Scheffer, Joe Liebermann, | NATO-Osterweiterung/Iranisches Atomprogramm/Terrorismus, Afghanistan | [ 36 ]                      |
| 42. Münchner Konferenz für Sicherheitspolitik                    | 3.–5. Februar 2006              | Sergei Iwanow, John McCain, Angela Merkel, Donald Rumsfeld | Erneuerung der transatlantischen Beziehungen |                             |
| 41. Münchner Konferenz für Sicherheitspolitik                    | 11.–13. Februar 2005            | Kofi Annan, Hillary Clinton, Joschka Fischer, Donald Rumsfeld, Peter Struck | |                             |
| 40. Münchner Konferenz für Sicherheitspolitik                    | 6.–8. Februar 2004              | Angela Merkel, Abdullah II., Peter Struck | |                             |
| 39. Münchner Konferenz für Sicherheitspolitik                    | 7.–9. Februar 2003              | Richard Perle, Paulo Portas, Donald Rumsfeld | Deutsche Verweigerung der Teilnahme am Zweiten Irakkrieg | [ 37 ]                      |
| 38. Münchner Konferenz für Sicherheitspolitik                    | 1.–3. Februar 2002              | Angela Merkel, Edmund Stoiber, Sergei Iwanow, Paul Wolfowitz, George Robertson, Rudolf Scharping, John McCain | Terror, 9/11, Irakkrise |                             |
| 37. Münchner Konferenz für Sicherheitspolitik                    | 2.–4. Februar 2001              | | US-Raketenschild in Polen und Tschechien / Gemeinsame Armee der EU | [ 38 ]                      |
| 36. Münchner Konferenz für Sicherheitspolitik                    | 4.–6. Februar 2000              | Joschka Fischer, Rudolf Scharping, Javier Solana, William S. Cohen, George Robertson, Geoff Hoon, Wolfgang Schäuble | Kosovo-Krieg, NATO |                             |
| 35. Münchner Konferenz für Sicherheitspolitik                    | 5.–7. Februar 1999              | Jewgeni Gussarow | Russischer Protest gegen NATO-Osterweiterung | [ 39 ]                      |
| 34. Münchner Konferenz für Sicherheitspolitik                    | 5.–7. Februar 1998              | | |                             |
| 33. Münchner Konferenz für Sicherheitspolitik                    | 1996                            | George Joulwan | NATO-Osterweiterung / Dayton-Abkommen | [ 40 ]                      |
| 32. Münchner Konferenz für Sicherheitspolitik                    | 1995                            | | |                             |
| 31. Münchner Konferenz für Sicherheitspolitik                    | 1994                            | | | [ 41 ] [ 42 ]               |
| 30. Münchner Wehrkundetagung                                     | 1993                            | | | [ 43 ]                      |
| 29. Münchner Wehrkundetagung                                     | 1992                            | | |                             |
| 28. Münchner Wehrkundetagung                                     | 1991                            | Die Konferenz wurde eine Woche vor Beginn wegen Sicherheitsbedenken abgesagt. | | [ 44 ]                      |
| 27. Münchner Wehrkundetagung                                     | 2.–4. Februar 1990              | Jean-Pierre Chevènement, Brent Scowcroft | | [ 45 ]                      |
| 26. Münchner Wehrkundetagung                                     | 1989                            | | |                             |
| 25. Münchner Wehrkundetagung                                     | 1988                            | | | [ 46 ]                      |
| 24. Münchner Wehrkundetagung                                     | 1987                            | Richard Perle | | [ 47 ]                      |
| 23. Münchner Wehrkundetagung                                     | 28. Februar – 2. März 1986      | Fred Iklé, Paul Nitze | Ost-Westkonflikt unter Reagan und Gorbatschow | [ 48 ]                      |
| 22. Münchner Wehrkundetagung                                     | 1985                            | | |                             |
| 21. Münchner Wehrkundetagung                                     | 1984                            | | |                             |
| 20. Münchner Wehrkundetagung                                     | 1983                            | | |                             |
| 19. Münchner Wehrkundetagung                                     | 1982                            | | |                             |
| 18. Münchner Wehrkundetagung                                     | 1981                            | | |                             |
| 17. Münchner Wehrkundetagung                                     | 1980                            | | |                             |
| 16. Münchner Wehrkundetagung                                     | 1979                            | | |                             |
| 15. Münchner Wehrkundetagung                                     | 1978                            | | |                             |
| 14. Münchner Wehrkundetagung                                     | 1977                            | | |                             |
| 13. Münchner Wehrkundetagung                                     | 1976                            | | |                             |
| 12. Münchner Wehrkundetagung                                     | 1975                            | | |                             |
| 11. Münchner Wehrkundetagung                                     | 1974                            | | |                             |
| 10. Münchner Wehrkundetagung                                     | 1973                            | | |                             |
| 9. Münchner Wehrkundetagung                                      | 1972                            | | |                             |
| 8. Münchner Wehrkundetagung                                      | 1971                            | | |                             |
| 7. Münchner Wehrkundetagung                                      | 1970                            | | |                             |
| 6. Münchner Wehrkundetagung                                      | 1969                            | | |                             |
| 5. Münchner Wehrkundetagung                                      | 1968                            | | |                             |
| 4. Münchner Wehrkundetagung                                      | 1967                            | | |                             |
| 3. Münchner Wehrkundetagung                                      | 1966                            | | |                             |
| 2. Münchner Wehrkundetagung                                      | 1964                            | | |                             |
| 1. Internationale Wehrkundebegegnung                             | 30. November – 1. Dezember 1963 | Henry Kissinger, Helmut Schmidt | | [ 49 ] [ 50 ]               |